# Salsa bearnesa

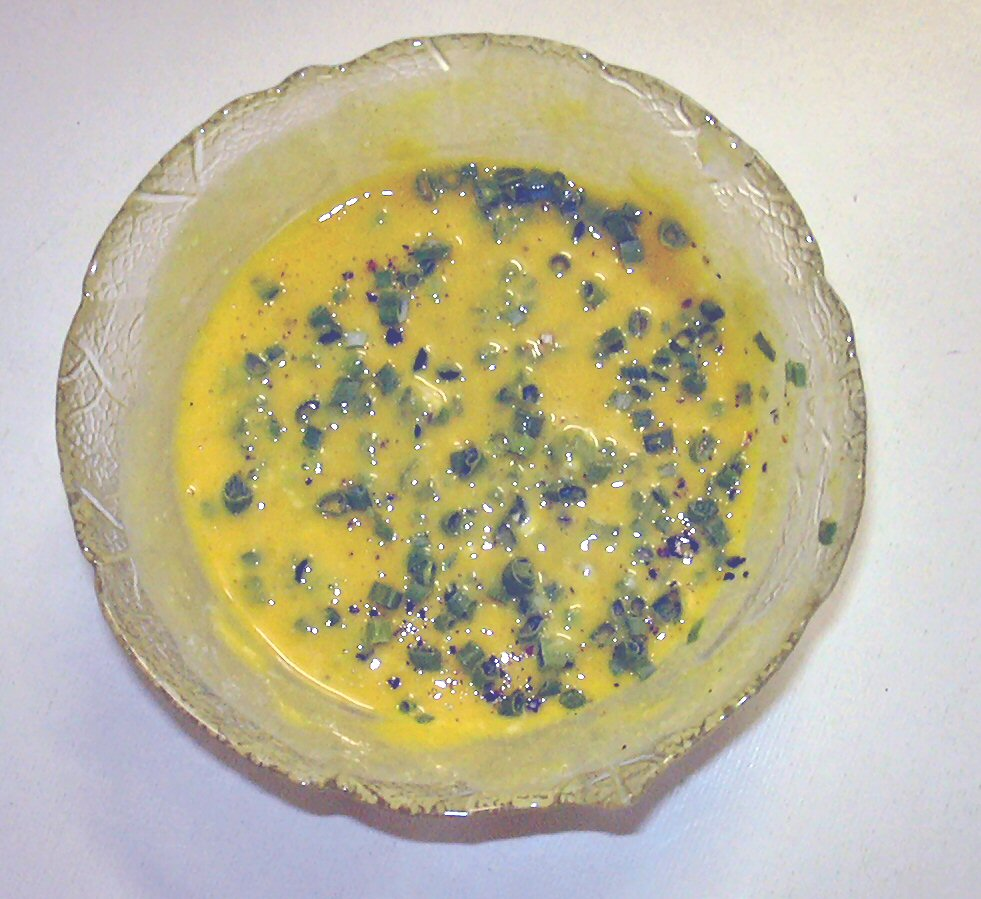
Salsa bearnesa

La salsa bearnesa (en francés, sauce béarnaise) es una salsa emulsionada a base de mantequilla y yema de huevo, condimentada con estragón y chalotas, con perifollo, cocinado en vino y vinagre para hacer un glaseado. Se sirve caliente. El chef francés Fernand Point (1897-1955), padre de la moderna cocina francesa dice: «Una salsa béarnaise es simplemente yema de huevo, una chalota, un poco de estragón, vinagre y mantequilla, pero lleva años de intensa práctica obtener un resultado perfecto» en Ma Gastronomie. La salsa bearnesa es el acompañamiento tradicional del filete Chateaubriand, aunque puede aplicarse igualmente a ciertos platos de pescado y verduras a la parrilla.

## Historia
La salsa fue realizada por primera vez por el chef Collinet, el inventor de las patatas infladas (pommes de terres soufflés) y la sirvió por primera vez el 25 de agosto del año 1836 como conmemoración de la apertura del restaurante: "Le Pavillon Henri IV" ubicado en la calle Saint-Germain-en-Laye, no muy lejos de París. Se abrió el restaurante para honrar la memoria de Enrique IV de Francia y dio el nombre de salsa bearnesa por proceder el cocinero de la región de Bearne. Montmireil, chef del vizconde de Châteaubriand, creó la posibilidad de poner la salsa en un filete de vacuno, esto hizo que hoy en día esta salsa esté unida con la elaboración del filete Chateaubriand, así como en el empleo de diversas carnes en barbacoa.

## Características
Las salsas emulsionadas con huevo suelen ser complicadas de realizar debido a la precisión que requiere su elaboración. La bearnesa es una salsa emulsionada caliente y esto es una complicación para los cocineros que desean elaborarla. Algunos autores recopilan hasta cinco formas diferentes de hacer la salsa. Por regla general se aconseja realizar la emulsión en un recipiente de cobre. La operación se debe realizar con todos los ingredientes a la misma temperatura. Por ello se aconseja trabajar en una especie de baño María a temperaturas que pueden oscilar entre 30° y 37 °C. Estas temperaturas deben mantenerse para que la salsa pueda ser fluida y pueda ser batida. Se suele emplear vino blanco para aportar humedad sin necesidad de disminuir la acidez de la mezcla.
{\displaystyle \underbrace {Yemas+Mantequilla} _{Salsa\ Holandesa}+Estragon+Perifollo+Vinagre\longmapsto Salsa\ Bearnesa}
La salsa holandesa es muy similar en el contenido de la bearnesa, pero difiere de esta en que no contiene la emulsión de la mantequilla en el vinagre y el estragón (a veces además perifollo). La diferencia entre ambas salsas está presente sólo en el sabor y el aroma: la Bearnesa emplea un glaseado de vinagre y estragón, mientras que la holandesa emplea zumo de limón. Ambas poseen un sabor ácido. Tales emulsiones requieren de mucha práctica para ser preparadas correctamente. El vinagre hace que la salsa sea una mezcla ácida y por lo tanto esto evita que las proteínas de huevo coagulen durante su preparación. La acidez hace que las moléculas de proteína se repelan unas a otras causando que la mezcla de la salsa pueda calentarse hasta 90 °C sin que se formen grumos.

## Salud
La salsa emplea yemas de huevo crudas y esto hace que se deban tener en cuenta la posibilidad de contaminación por salmonelosis. Requiere básicamente de los mismos cuidados que la salsa mahonesa. El empleo de ácidos (ácido acético en forma de vinagre) disminuye la posibilidad de su proliferación en la salsa. Otra posibilidad es el empleo de huevos pasteurizados o asegurar que el proceso de elaboración de la salsa se mantiene por encima de los 70ªC. 

## Variantes
Existen variantes de la salsa que derivan en otras:
- Salsa choron - Elaborada con un poco de salsa de tomate (proporciona color), denominada así en honor del cocinero Alexandre Étienne Choron (1837–1924) y se emplea en platos de pescado.[10]
- Sauce arlésienne - Elaborada con salsa de tomate y anchoas.[6]
- Sauce rubens - Elaborada con pasta de anchoas y un caldo de pescado en compañía de un mirepoix.
- Sauce foyot y Sauce Valois - ambas elaboradas con un caldo de pescado o de carne (glace de viande). Foyot fue cocinero del rey Luis Felipe I de Francia.[6]
- Sauce paloise - Emplea hojas de menta como aroma añadido, ideal para platos de carne de cordero (costillas).[10] En algunos casos con pollo asado.[6]
- Sauce tyrolienne - Emplea aceite de oliva en lugar de mantequilla.[8] Técnicamente es una mahonesa.
- Sauce monégasque - Emplea aceite de oliva como la tyrolienne y además tapenade (puré de olivas) con ajos molidos.
- Sauce Beauharnais - En honor de Stéphanie de Beauharnais.[6]